# Briony Glassco
Briony Glassco, född 1968 i Toronto, är en kanadensisk skådespelare, verksam i England under 20 år. Glassco har bland annat medverkat i Berkeley Square, The State Within och The Girlfriend Experience.

## Filmografi i urval
- 1989–1990 – Capital City (TV-serie)
- 1991 – En kyss före döden
- 1992 – The Bill (TV-serie)
- 1993 – Jeeves och Wooster (TV-serie)
- 1994 – Taggart (TV-serie)
- 1995 – The Tomorrow People (TV-serie)
- 1998 – Berkeley Square (TV-serie)
- 1999 – RKO 281 (TV-film)
- 2001 – Terrorns ansikte
- 2003 – Night & Day (TV-serie)
- 2006 – Why I Wore Lipstick to My Mastectomy (TV-film)
- 2006 – The State Within (TV-serie)
- 2008 – Anne på Grönkulla – En ny början (TV-film)
- 2012 – Foxfire
- 2014 – Degrassi: The Next Generation (TV-serie)
- 2016 – The Girlfriend Experience (TV-serie)